# The Turbulent Zone
The Turbulent Zone is een muziekalbum uit 2000 van de Duitse band Versus X. De cover werd ontworpen door Wolfram Bühler.

## Musici
- Anre Schäfer – zang, gitaar
- Ekkehard Nahm – toetsen
- Uw Völlmer – slagwerk
- Joerg Fischer – basgitaar

## Composities
- Cutting The Veil (21:52)
- Between The Phases Of The Night (6:39)
- Strange Attractor (13:31)
- The Hostile Sea (15:27)